# Stéphane Grappelli
Stéphane Grappelli (n. 26 ianuarie 1908; d. 1 decembrie 1997) a fost un violonist de jazz francez. Împreună cu chitaristul belgian Django Reinhardt a fondat Quintette du Hot Club de France în 1934.
1. 1 2  Stéphane Grappelli, Opća i nacionalna enciklopedija
2. 1 2  Autoritatea BnF, accesat în 10 octombrie 2015
3. 1 2  Stéphane Grappelli, SNAC, accesat în 9 octombrie 2017
4. ↑  „Stéphane Grappelli”, Gemeinsame Normdatei, accesat în 27 aprilie 2014
5. 1 2  Stephane Grapelli, Filmportal.de, accesat în 9 octombrie 2017
6. ↑  „Stéphane Grappelli”, Gemeinsame Normdatei, accesat în 11 decembrie 2014
7. ↑  Les obsèques de Stéphane Grappelli (în franceză), L'Humanité, 6 decembrie 1997
8. ↑  „Stéphane Grappelli”, Gemeinsame Normdatei, accesat în 14 octombrie 2015
9. ↑  „Stéphane Grappelli”, Gemeinsame Normdatei, accesat în 31 decembrie 2014
10. ↑  Deux siècles d'histoire au Père Lachaise[*], p. 383 Verificați valoarea |titlelink= (ajutor)
11. 1 2  Montreux Jazz Festival Database[*] Verificați valoarea |titlelink= (ajutor);
12. ↑  Gypsy Jazz Music | Discogs (în engleză)